# Löhningen (Szwajcaria)
Löhningen – miejscowość i gmina w północnej Szwajcarii, w kantonie Szafuza.   

## Demografia
W Löhningen mieszka 1 577 osób. W 2021 roku 15,8% populacji gminy stanowiły osoby urodzone poza Szwajcarią. 

## Transport
Przez teren gminy przebiega droga główna nr 14.
Na terenie gminy leży mniejsza część lotniska Szafuza, pozostała natomiast leży w mieście Neunkirch.